# Iso Karahkajärvi
Iso Karahkajärvi är en sjö i kommunen Saarijärvi i landskapet Mellersta Finland i Finland. Den är 2,8 meter djup. Arean är 36 hektar och strandlinjen är 3,37 kilometer lång. Sjön  ingår i Kymmene älvs huvudavrinningsområde.   Den ligger omkring 79 kilometer nordväst om Jyväskylä och omkring 280 kilometer norr om Helsingfors. 